# Трейсі (Міннесота)
Трейсі (англ. Tracy) — місто (англ. city) в США, в окрузі Лайон штату Міннесота. Населення — 2076 осіб (2020).

## Географія
Трейсі розташоване за координатами 44°14′18″ пн. ш. 95°36′58″ зх. д. / 44.23833° пн. ш. 95.61611° зх. д. (44.238247, -95.616242).  За даними Бюро перепису населення США в 2010 році місто мало площу 5,77 км², з яких 5,65 км² — суходіл та 0,12 км² — водойми.

## Демографія
Згідно з переписом 2010 року, у місті мешкали 2163 особи в 876 домогосподарствах у складі 549 родин. Густота населення становила 375 осіб/км².  Було 1032 помешкання (179/км²).
Расовий склад населення:
| - 86,5 % — білих - 9,7 % — азіатів - 0,3 % — корінних американців - 0,1 % — вихідців з тихоокеанських островів - 0,1 % — чорних або афроамериканців - 1,5 % — осіб інших рас |

До двох чи більше рас належало 1,7 %. Частка іспаномовних становила 5,4 % від усіх жителів.
За віковим діапазоном населення розподілялося таким чином: 26,4 % — особи молодші 18 років, 53,4 % — особи у віці 18—64 років, 20,2 % — особи у віці 65 років та старші. Медіана віку мешканця становила 38,7 року. На 100 осіб жіночої статі у місті припадало 93,0 чоловіків;  на 100 жінок у віці від 18 років та старших — 90,8 чоловіків також старших 18 років.
Середній дохід на одне домашнє господарство  становив 50 627 доларів США (медіана — 40 957), а середній дохід на одну сім'ю — 59 790 доларів (медіана — 47 833). Медіана доходів становила 40 990 доларів для чоловіків та 29 000 доларів для жінок. За межею бідності перебувало 14,2 % осіб, у тому числі 16,9 % дітей у віці до 18 років та 9,7 % осіб у віці 65 років та старших.
Цивільне працевлаштоване населення становило 903 особи. Основні галузі зайнятості: освіта, охорона здоров'я та соціальна допомога — 34,9 %, роздрібна торгівля — 11,8 %, виробництво — 9,1 %, будівництво — 7,5 %.